# Bricqueville-la-Blouette

Bricqueville-la-Blouette este o comună în departamentul Manche, Franța. În 1 ianuarie 2022 avea o populație de 533 de locuitori.